# 三浦絵美
三浦 絵美（みうら えみ、1987年3月13日 - ）は、日本の女性ファッションモデル。岐阜県出身。かつてレプロエンタテインメントに所属していた。

## 略歴
2006年10月、レプロエンタテインメントが主催した「レプロガールズオーディション2006」で審査員特別賞を受賞。
2012年6月3日に元プロサッカー選手の菅原智と結婚し、2014年12月16日に第1子女児を出産した。

## 出演

### 雑誌
- 「BOAO」（マガジンハウス）専属モデル
- 「ゆかたを着よう」（ブティック社）表紙モデル
- セシル・マクビーBOOK
- 「ar」（主婦と生活社）

### テレビ番組
- セレクトガール（テレビ朝日）
- テイクミーアウト（TBS、2009年11月19日）
- M-1グランプリ2009（テレビ朝日系、2009年12月20日）アシスタント
- ランク王国（TBS、2012年7月21日）

### テレビドラマ
- 新・警視庁捜査一課9係（テレビ朝日系、2009年）
- TOKYO本音モデルズ2（フジテレビ、2010年）
- ホタルノヒカリ2（日本テレビ系、2010年）

### CM
- 花王「NIVEAスキンクリーム」
- ラウンドワン「レッツ・グルーヴ」篇